# Herta Däubler-Gmelin
Herta Däubler-Gmelin, née Gmelin le 12 août 1943 à Presbourg, est une juriste et femme politique allemande, membre du Parti social-démocrate d'Allemagne (SPD). Elle est ministre fédérale de la Justice entre 1998 et 2002.

## Vie professionnelle: formation et carrière
Après avoir passé son Abitur à Tübingen, elle suit des études supérieures d'histoire, de droit et de sciences politiques à l'université de Tübingen, les achevant en 1969 à Berlin par l'obtention de son premier diplôme juridique d'État. Elle reçoit le second trois ans plus tard, puis un doctorat de droit de l'université de Brême en 1975.
Elle travaille ensuite comme avocate, en premier lieu à Stuttgart, puis déplace son activité à Berlin. En 1995, elle est nommée professeur honoraire et maître de conférences de l'instit Otto-Suhr de sciences politiques de l'université libre de Berlin.

## Vie politique

### L'ascension d'une députée
Elle adhère au Parti social-démocrate d'Allemagne (SPD) en 1965, et est élue sept ans plus tard députée fédérale du Bade-Wurtemberg au Bundestag. Portée en 1980 à la présidence de la commission parlementaire de la Justice, elle renonce à ce poste au bout de trois ans, afin de devenir vice-présidente du groupe SPD.

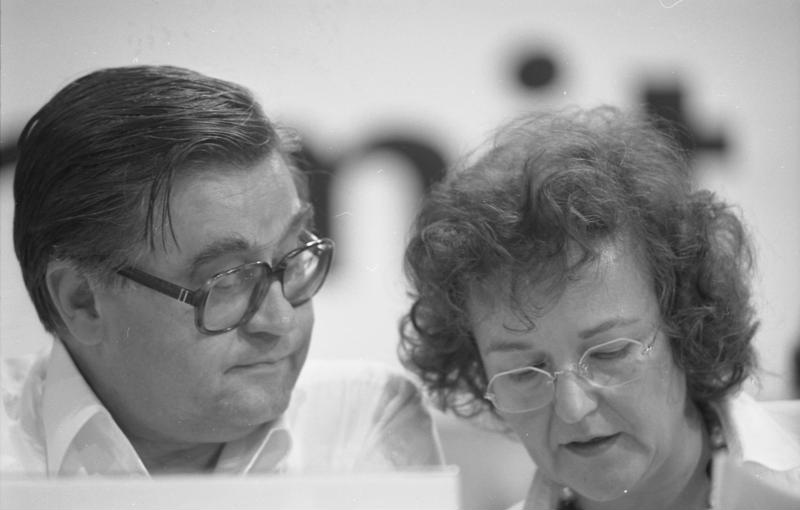
Hans Koschnick et Herta Däubler-Gmelin, en 1988, au congrès du SPD.

En 1988, dix ans après avoir fait son entrée au comité directeur fédéral du SPD, elle est élue vice-présidente fédérale du parti, sous la direction d'Hans-Jochen Vogel, étant reconduite systématiquement jusqu'en 1997.
Elle renonce à la vice-présidence du groupe parlementaire en 1993, étant choisie l'année suivante comme présidente du groupe de travail sur la Justice et juriste du groupe.

### Ministre fédérale de la Justice
Herta Däubler-Gmelin est nommée ministre fédérale de la Justice par Gerhard Schröder le 27 octobre 1998. Au cours de son mandat, elle engage une importante réforme du droit des obligations, qui entre en vigueur le 1er janvier 2002. Il s'agit alors de la plus grande réforme du Code civil depuis son adoption en 1900. Elle exerce ses fonctions jusqu'au 22 octobre, n'étant pas reconduite dans le second cabinet Schröder, à la suite de propos tenus lors de la campagne des élections législatives concernant la guerre en Irak de 2003. Selon elle, « Bush veut détourner l’attention des problèmes de politique intérieure. C’est une méthode appréciée. Hitler l’a déjà fait ».

### Le retour au Parlement, et la fin de carrière
Elle continue de siéger au Bundestag jusqu'aux élections fédérales de 2009, après quoi elle se retire de la vie politique. Durant ces sept années, elle préside la commission parlementaire de la Protection des consommateurs, de l'Alimentation et de l'Agriculture entre 2002 et 2005, puis la commission des Droits de l'Homme et de l'Aide humanitaire jusqu'en 2009.

## Vie privée
Elle est la fille de Hans Gmelin, qui est diplomate du temps du Troisième Reich, puis maire de Tübingen de 1954 à 1974. Depuis 1969, elle est mariée à l'universitaire Wolfgand Daübler, avec qui elle a un fils et une fille.